# شیشه آهک سوددار
شیشه سودالایم یا شیشه آهک سوددار متداول‌ترین و پرکاربردترین نوع شیشه است. بیشتر از ۹۵ درصد از میزان کل شیشه تولیدی در جهان، شیشه سودالایم است. شیشه‌های در و پنجره ساختمان، شیشه‌های خودرو، بطری‌ها و بسیاری دیگر از محصولات شیشه‌ای روزمره از جنس شیشه سودالایم هستند. مهم‌ترین اجزای تشکیل‌دهنده این نوع شیشه عبارتند از اکسید سیلیسیوم، اکسید کلسیم و اکسید سدیم.

## ترکیب
با وجود تنوع کاربردی بسیار زیاد، شیشه‌های سودالایم در محدوده ترکیبی نسبتاً باریکی قرار دارند. مناسب‌ترین ترکیبات برای ساخته این نوع شیشه‌ها در این محدوده هستند:
SiO2: 70-73.5%
CaO: 6-11%
Na2O: 13-15%
همچنین معمولاً مقدار کمی Al2O3 و MgO (کمتر از ۵٪) نیز به ترکیب فوق اضافه می‌شود.